# National Football Association
La National Football Association fue una asociación deportiva chilena, fundada en la década de 1890, que reunió a diversos clubes de fútbol de la ciudad de Valparaíso, los cuales, por uno u otro motivo, no formaron parte de la Football Association of Chile —antecesora de la actual Federación de Fútbol de Chile—, esta última fundada el 19 de junio de 1895.
Antecedentes señalan que, en 1897, se tituló campeón Santiago Wanderers. Como premio para su equipo, el capitán Francisco Avaría recibió una ponchera de plata de manos del presidente honorario de la National, el entonces capitán de navío Arturo Fernández Vial.
Otra fuente registra que, en el año 1900, la National estuvo integrada por los siguientes equipos: Chile-Brasil, Liceo Wanderers, La Cruz, Cordillera, Liceo Rangers, Red Star, Liceo Star, London y Santiago Wanderers. La final del torneo, con la Copa National como premio, fue disputada cuatro veces por La Cruz y Santiago Wanderers, habiendo empatado los cuatro partidos —0-0, 1-1, 0-0 y 2-2—; no obstante, en el quinto encuentro, el conjunto wanderino terminó por imponerse con un marcador de 2-1. Logrado el título de campeón de 1900, el capitán de Santiago Wanderers, en un valioso gesto, cedió la copa a la asociación, para que fuera disputada en una nueva competencia, actitud que no solo mereció el aplauso de la afición, sino que el reconocimiento de sus caballeros rivales.
La National Football Association se habría disuelto durante la primera década del siglo XX.

## Historial
| Año  |                    | Campeón | Subcampeón |
| 1897 | Santiago Wanderers |         |            |
| 1898 |                    |         |            |
| 1899 |                    |         |            |
| 1900 | Santiago Wanderers | La Cruz |            |